# Collobrières
Collobrières település Franciaországban, Var megyében. Lakosainak száma 1813 fő (2022. január 1.). Collobrières Bormes-les-Mimosas, La Garde-Freinet, Gonfaron, Grimaud, La Londe-les-Maures, Les Mayons, La Môle, Pierrefeu-du-Var, Pignans és Puget-Ville községekkel határos.

## Népesség
A település népességének változása:
| Lakosok száma | 1887 | 1919 | 2012 | 1908 | 1891 | 1874 | 1855 | 1839 | 1813 |
|               | 2013 | 2015 | 2016 | 2017 | 2018 | 2019 | 2020 | 2021 | 2022 |